# Lone Hertz
Lone Hertz (Copenhage, 23 de abril de 1939) é uma premiada atriz dinamarquesa. Ela ganhou três prêmios Bodil em sua carreira, dois na categoria de Melhor Atriz pelos filmes Tine (1964) e Zimnee utro (1967), e um prêmio Bodil na categoria "Melhor Documentário" em 1981 por Tomas - et barn du nik kan nag (1980), que ela co-produziu.

## Filmografia

### Cinema
| Ano  | Título                           | Papel                        |
| ---- | -------------------------------- | ---------------------------- |
| 1951 | Hold fingrene fra mor            | Dorte                        |
| 1951 | Vores fjerde far                 | Dorte                        |
| 1952 | Ta' Pelle med                    | Nina                         |
| 1957 | Bundfald                         | Rita                         |
| 1959 | Pigen i søgelyset                | Yvonne Møller                |
| 1961 | Landsbylægen                     | Petrea 'Perle' Krogh         |
| 1961 | To skøre hoveder                 | Eva                          |
| 1962 | Det tossede paradis              | Grete                        |
| 1962 | Oskar                            | Vibeke Bang                  |
| 1962 | Den kære familie                 | Karen                        |
| 1962 | Sømænd og svigermødre            | Bitten Middelbo              |
| 1963 | Vi har det jo dejligt            | Eva Thorsen                  |
| 1963 | Sikke'n familie                  | Victoria Stoke               |
| 1963 | Frk. Nitouche                    | Frk. Nitouche/Charlotte Borg |
| 1963 | Bussen                           | Helga                        |
| 1964 | Selvmordsskolen                  | Mulher na escola             |
| 1964 | Slottet                          | Mariann Falke                |
| 1964 | Tine                             | Tine Bølling                 |
| 1964 | Sommer i Tyrol                   | Clara Müller                 |
| 1965 | Landmandsliv                     | Marie Møller                 |
| 1966 | Utro                             | Lene                         |
| 1967 | Tre mand frem for en trold       | Vilhelmina                   |
| 1968 | Dr. Glas                         | Helga Gregorius              |
| 1968 | Dyrlægens plejebørn              | Kirsten                      |
| 1969 | Mig og dig                       | Mai                          |
| 1970 | Nøglen til Paradis               | Gabriella 'Gaby'             |
| 1970 | Hurra for de blå husarer         | Charlotte Parsdorff          |
| 1972 | Takt og tone i himmelsengen      | Marie Hansen                 |
| 1974 | Mafiaen, det er osse mig         | Dafne                        |
| 1976 | Den korte sommer                 | Sjappergassen                |
| 1980 | Tomas - et barn du ikke kan nå   | Ela mesma                    |
| 1985 | Når engle elsker                 | Bente Mortensen              |
| 1996 | Bella min Bella                  | A mãe de Bela                |
| 2015 | Min søsters børn og guldgraverne | Anna                         |

### Televisão
| År   | Titel           | Rolle                 | Noter                                      |
| ---- | --------------- | --------------------- | ------------------------------------------ |
| 2004 | Krøniken        | Diretora Klara Madsen | Temporada 1, episódio 1: "Copenhague 1949" |
| 2016 | 'Ditte & Louise | Judith                | Temporada 2, episódio 2: "Tudo por Judith" |
| 2016 | Bedrag          | Grethe Christensen    | Temporada 2, episódios 5 e 10              |